# Sleme
Slemenova špica, också Sleme, är 1911 meter över havet högt berg i juliska alperna i nordvästra Slovenien.